# Karl Bernhard Moll
Carl Bernhard Moll (* 20. November 1806 in Wolgast; † 17. August 1878 in Königsberg) war ein deutscher evangelischer Theologe.

## Leben
Moll, der einzige Sohn eines Malers, besuchte das Gymnasium in Stettin und studierte von 1825 bis 1828 an der Universität Greifswald und der Friedrich-Wilhelms-Universität Berlin. In Berlin waren unter anderem Georg Wilhelm Friedrich Hegel und Friedrich Schleiermacher seine Lehrer. Nach kurzer Hauslehrerzeit wurde er 1830 Prediger an der Strafanstalt in Naugard. 1834 übernahm er das Pfarramt im Dorf Löcknitz und wurde 1845 zum ersten Pfarrer an der St.-Peter-und-Paul-Kirche in Stettin befördert. Für sein vermittelndes Eintreten während der Märzrevolution 1848 wurde ihm vom preußischen König Friedrich Wilhelm IV. der Hohenzollern’sche Hausorden verliehen.
Weil Moll während des Pfarramts einige wissenschaftliche Abhandlungen verfasst hatte, wurde er 1850 als ordentlicher Professor der Theologie an die Vereinigte Friedrichs-Universität Halle-Wittenberg berufen und zum Doktor der Theologie promoviert. Neben der Professur übernahm er 1853 auch das Amt des Oberpfarrers an der St.-Ulrich-Kirche und war im Jahr 1857/58 Rektor der Alma Mater.
Nachdem er eine Berufung als Generalsuperintendent der altpreußischen Kirchenprovinz Sachsen abgelehnt hatte, nahm er 1860 die Berufung zum Generalsuperintendenten der Kirchenprovinz Preußen mit dem Wohnsitz in Königsberg an. Aus Anlass der Krönung König Wilhelms am 18. Oktober 1861 in der Schlosskirche in Königsberg wurde er zum Oberhofprediger ernannt. Sein Amt als Generalsuperintendent der größten Provinz der Monarchie verwaltete er 18 Jahre lang.

## Wirken
Molls erste Veröffentlichung war die aus seinen Erfahrungen als Strafanstaltsprediger erwachsene Schrift Die Besserung der Strafgefangenen (1841). Noch bekannter machten ihn seine Streitschriften gegen Pastor Julius Nagel, den späteren pommerschen Führer der Evangelisch-Lutherischen Kirche in Preußen, mit denen er für die preußische Union eintrat. Mehrere Jahre gab er ein Kirchenblatt für die Kirchenprovinz Pommern heraus, in welchem er größere, zum Teil dogmatische Abhandlungen veröffentlichte, unter anderem Ueber die Unterscheidung und Verbindung des Göttlichen und Menschlichen in Schrift- und Kirchenlehre, ein Beitrag zur Inspirationslehre, Die Entwickelungsgeschichte des christlichen Glaubens und ihre Hauptwendungen, Die gegenwärtige Lage der evangelischen Kirche in Preußen und die daraus entspringende Aufgabe, Kirchliche Rundschau, Aug. Henry Layard: Niniveh und seine Ueberreste. Sein System der praktischen Theologie im Grundrisse dargestellt (1853) wurde ins Niederländische übersetzt. Seine letzten größeren Arbeiten waren die Erklärungen des Hebräerbriefs (1861) und des Psalters (1869) im Theologisch-homiletischen Bibelwerk von Johann Peter Lange, deren erstere drei Auflagen erlebte und ins Englische übersetzt wurde. Ferner veröffentlichte er eine große Zahl theologischer Abhandlungen und Rezensionen in den Jahrbüchern für wissenschaftliche Kritik und in der Neuen Evangelischen Kirchenzeitung. Als Mitarbeiter an dem von Ferdinand Piper herausgegebenen Evangelischen Kalender schrieb er Beiträge über die Verklärung Christi, den Apostel Philippus, Bischof Basilius den Großen und Johann Wessel. Eine Dogmatik blieb unvollendet.

## Schriften (Auswahl)
- Beitrag zur Entwickelung der Zeitvorstellungen über Union, unirte Kirche, deren Kennzeichen, Prinzip und Lehrbegriff, so wie über Umfang und Geltung der symbolischen Schriften, als Antwort auf das Sendschreiben des Herrn Pastor Nagel zu Trieglaff . Eduard Köhler, Pasewalk 1843
- Die gegenwärtige Noth der evangelischen Kirche Preußens, deren Ursachen und die Mittel zu ihrer Abhülfe beleuchtet. Eduard Köhler, Pasewalk 1843 Digitalisat
- Die Stellung des evangelischen Christen zu dem Verein der Gustav Adolf-Stiftung in dessen Kampfe. Predigt. Stettin 1846
- Das System der praktischen Theologie im Grundrisse dargestellt. Verlag von Richard Mühlmann, Halle 1853 Digitalisat
- Der Brief an die Hebräer. Theologisch-homiletisch bearbeitet. Velhagen und Klasing, Bielefeld und Leipzig 1861 Digitalisat
- Hymnarium. Blüthen lateinischer Kirchenpoesie zur Erbauung. Mit einem Vorwort von Carl Bernhard Moll. H. Petersen, Halle 1861 Digitalisat
- Der Psalter. Theologisch-homiletisch bearbeitet Carl Bernhard Moll. Erste Hälfte. Velhagen und Klasing, Bielefeld und Leipzig 1869 Digitalisat
- Die sociale Frage in ihrer religionsgeschichtlichen Bedeutung. Vortrag zum Besten des Stadtvereins für Innere Mission zu Königsberg in Preußen am 25. Januar 1872 gehalten. Gräfe & Unzer, Königsberg 1872